# Francesco Fausto Nitti
Francesco Fausto Nitti (* 2. September 1899 in Pisa; † 28. Mai 1974 in Rom) war ein italienischer Journalist und Kämpfer gegen den italienischen Faschismus.

## Leben und Karriere
Francesco Fausto Nitti wurde am 2. September 1899 als Sohn von Vincenzo Nitti (1871–1957), eines evangelischen Priesters der italienischen Methodistenkirche, und dessen Frau Paola Ciari (1870–1932) in der toskanischen Stadt Pisa geboren. Nach der Schulbildung in Pisa schloss er sich als 17-Jähriger den Italienischen Streitkräften an und kämpfte in weiterer Folge für diese im Ersten Weltkrieg. Nach dem Ende des Weltkrieges kehrte er wieder in seine Heimat zurück und startete, nach der Ermordung von Giacomo Matteotti, die als Beginn Benito Mussolinis Diktatur gilt, eine großangelegte Kampagne gegen den Faschismus in Italien. Aufgrund seiner aktiven antifaschistischen Propaganda wurde er daraufhin erstmals im Dezember 1926 inhaftiert und musste eine mehrjährige Haftstrafe auf der Insel Lipari absitzen. Zusammen mit zwei weiteren politischen Gefangenen, Carlo Rosselli und Emilio Lussu, gelang ihm im Juli 1929 nach zweieinhalb Jahren Gefangenschaft die Flucht, wobei die drei in Frankreich Zuflucht fanden. Hier war er, wie auch die beiden anderen politischen Mitgefangenen, an der Gründung der Widerstandsbewegung Giustizia e Libertà beteiligt.
Im Jahre 1937 zog Nitti von Frankreich in den Spanischen Bürgerkrieg. Er kommandierte in der republikanischen Armee ein Bataillon von Anarchisten. Er wurde verwundet. Dann stand er an der Spitze einer Artilleriegruppe, als eine republikanische Offensive im Juli 1938 im Ebrotal die Entscheidung suchte und die Schlacht verlor. Mit einige Hunderttausenden flüchtete er nach Frankreich und wurde schließlich im Lager Fort de Collioure eingesperrt. Nach einer Intervention der Liga der Menschenrechte und nach Protesten französischer und italienischer Politiker wurde er freigelassen. Wieder ging er in den Untergrund und den Widerstand, diesmal gegen die deutschen Besatzer und ihre französischen Unterstützer. Er geriet ins Visier von Sicherheitskräften, verurteilt und nach einer abgesessenen Gefängnisstrafe im Juli 1943 im Lager Le Vernet d'Ariège interniert. Er gehörte zu den letzten rund 400 verbliebenen Gefangenen des Lagers, vorwiegend Widerstandskämpfern. Sie wurden am 3. Juli 1944 zum Bahnhof in Toulouse gekarrt, und es begann eine wochenlange Irrfahrt mit einem Zwangsaufenthalt in der Synagoge in Bordeaux und einem Zwangsmarsch durch die Weinfelder in der Nähe von Avignon. Die inzwischen 700 Gefangenen bezeichneten den Transport während der fast zweimonatigen Odyssee „Geisterzug“,(beschrieben als „Train Fantôme“ bei Wikipedia). Wie einige andere konnte Nitti am 25. August 1944 aus dem Zug flüchten. Durch eine Öffnung im Waggon hatte er sich während der Fahrt auf die Gleise fallen lassen. Wieder ging er in den Widerstand - bis zum Eintreffen der Alliierten. Und er schrieb ein Buch: „Chevaux 8 Hommes 70“ - er hatte sich während des Geisterzugs Notizen gemacht. Herausgegeben hat sein Buch der Widerstandskämpfer Louis Vaquer, den Nitti im Gefängnis kennengelernt hatte. Für seine Leistungen wurde er unter anderem mit der Médaille de la Résistance ausgezeichnet. Nachdem er im Jahre 1946 in der baskischen Gemeinde Tolosa wieder auf seine Familie getroffen war, kehrte er mit dieser zurück nach Italien. Dort war er noch in diversen Positionen und bei verschiedenen Tätigkeiten für antifaschistische Organisationen im Einsatz. Unter anderem war er auch Leiter der Associazione Nazionale Partigiani d’Italia (kurz ANPI bzw. A.N.P.I.), der nationalen Vereinigung italienischer Partisanen. In Rom, wo er sich nach der Rückkehr nach Italien niedergelassen hatte, war er daraufhin noch jahrelang als Politiker im Stadtrat aktiv. Ein weiteres Buch erschien von ihm 1953, darin beschrieb Nitti unter dem Titel „Il maggiore è un rosso“ („Der Major ist ein Roter“) seine Zeit im französischen Bürgerkrieg. Es wurde mit dem Literaturpreis Prato ausgezeichnet. Am 28. Mai 1974 verstarb er 73-jährig in der italienischen Hauptstadt.
Auch Dank des Buches Nittis „Cheveau 8 Hommes 70“ und Gesprächen mit Zeitzeugen konnte als erster der Autor und FAZ-Journalist Jürg Altwegg in seinem 2001 im Rowohlt - Verlag erschienenen  Buch „Geisterzug in den Tod“ die Odyssee durch Kampfgebiete bis zur Ankunft im KZ Dachau beschreiben. 2017 folgte das im Verlag Brandes & Apsel verlegte Buch von Gerhard Bökel „Der Geisterzug, die Nazis und die Résistance“, der auch noch mit letzten Zeitzeugen sprechen konnte und in einem Kapitel das Leben Nittis ausführlich beschreibt. Das Nitti-Buch „Cheveau 8 Hommes 70“ erschien 2018 erstmals in Deutsch im Metropol-Verlag: „Pferde:8 - Personen: 70“.